# El Corte Inglés
El Corte Inglés S.A. («Ель-Корте-Інглес» — «Англійський покрій», тобто англійський стиль одягу) — найбільша в Європі група універсальних магазинів, яка також входить в четвірку найбільших універмагів світу. Штаб-квартира групи розташована в Мадриді. Мережа магазинів групи поширена в основному в Іспанії, але також є універмаг в Португалії й планувалось відкриття магазинів в Італії, яке було відкладене через світову фінансову кризу. Концепція продажу товарів схожа на відповідні концепції Галереї Лафаєт (Galeries Lafayette, Париж), Harrods (Лондон) і КаДеВе (KaDeWe, Kaufhaus des Westens, Берлін).

## Історія
Засновник компанії Рамон Аресес в 1934 році придбав ательє з пошиву дитячого одягу, яке діяло з 1890 року на одній з центральних вулиць Мадрида Кальє-Пресіадос і перетворив його в акціонерне товариство.
У 1940 році він перетворив ательє з пошиву в корпорації El Corte Inglés, S.A. Після смерті Аресеса в 1989 році, компанію очолив його племінник Ісідоро Альварес, який швидко став одним з найвпливовіших людей Іспанії. У 1995 році Ель Корте Інґлес викупив свого єдиного серйозного конкурента, Galerias Preciados, на той час збанкрутілого.
У 1998 році компанія El Corte Ingles уклала партнерську угоду з компанією Repsol, в рамках якої El Corte Ingles керувала магазинами на автозаправних станціях Repsol. Ці магазини спочатку були відомі як Repsol-Supercor або Repsol-Opencor після 2008 року, тоді як ті, що не були пов'язані з АЗС, називалися Opencor. У 2001 році El Corte Ingles відкрила роздрібний магазин модного одягу під назвою Sfera. Її перший магазин "біг-бокс" Bricor, що спеціалізується на домашньому декорі та товарах для домашньої творчості, відкрився у 2006 році.  
У жовтні 2013 року фірма продала 51% акцій фінансового департаменту іспанській банківській групі Grupo Santander приблизно за 140 млн євро. З 2014 по 2018 рік генеральним директором компанії був Дімас Гімено. У березні 2018 року El Corte Ingles закрила свій магазин на бульварі Ла Рамбла в Барселоні. У 2019 році El Corte Ingles продала IECISA компанії GFI за 300 млн євро. У червні 2020 року El Corte Inglés купила приватну охоронну та сервісну компанію MEGA 2 за 28 мільйонів євро.  

## Сучасність
В компанії Ель Корте Інґлес зайнято близько 100 000 працівників. У 2010 році оборот компанії склав 16 млрд 413.42 млн євро, у 2011 — 15 млрд 577.75 млн євро, валовий операційний прибуток (EBITDA) у 2010 році: 1 млрд 17.66 млн євро, у 2011 — 826.33 млн євро, консолідований чистий прибуток: 319.41 млн євро, у 2011 — 209.99 млн євро.
Група Ель Корте Інґлес дотримується стратегії поєднання диверсифікації і спеціалізації, що забезпечило створення кількох нових форматів діяльності. Кожен відповідає вимогам мереж певного сегмента ринку.
Група володіє мережею універсальних магазинів і кількома пов'язаними бізнесами:
- Hipercor — гіпермаркети
- Supercor і OpenCor — супермаркети
- Viajes El Corte Ingles — туристичні послуги
- Telecor — телекомунікації
- Informatica El Corte Ingles — послуги з інформаційних технологій

## Галерея

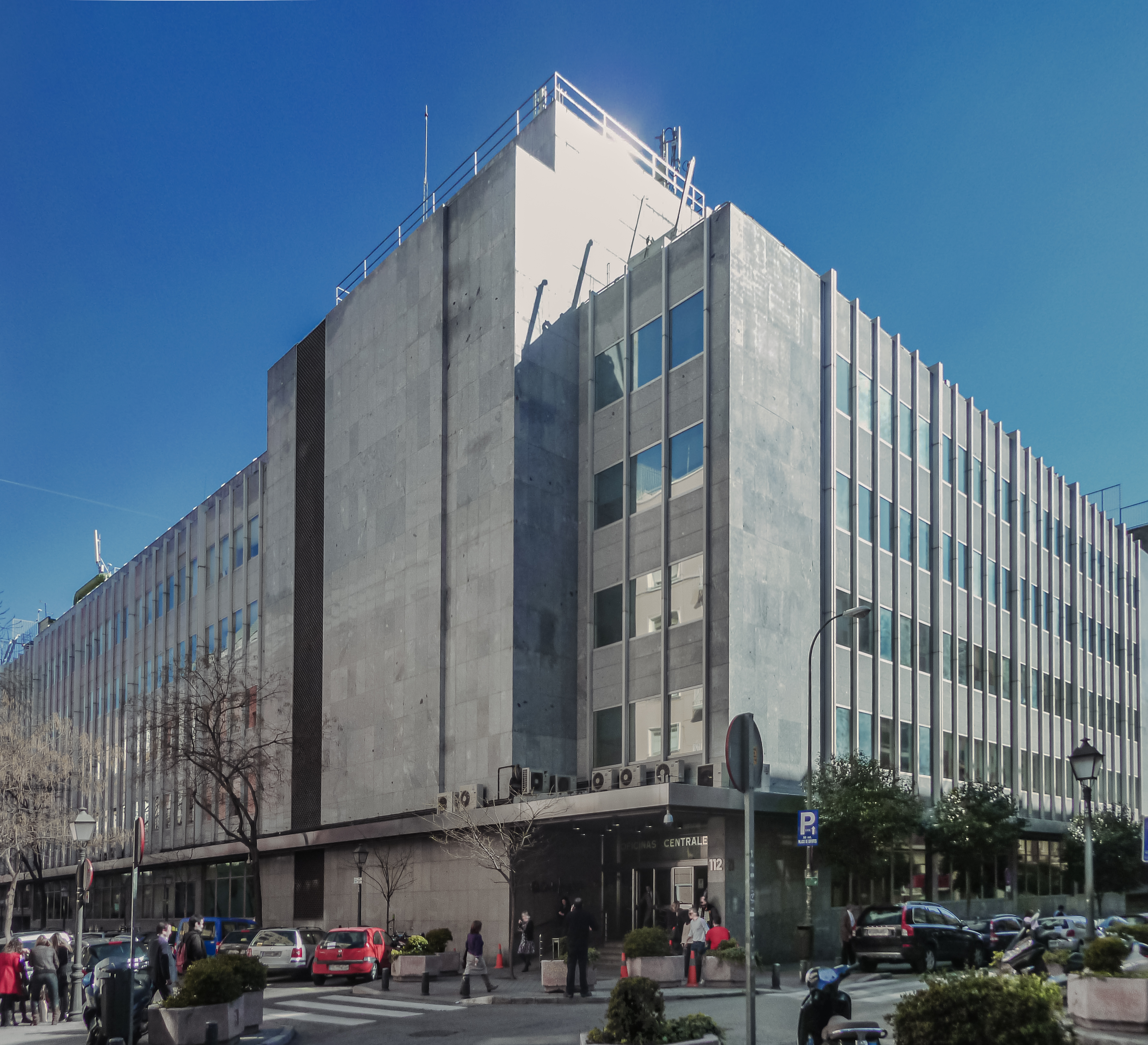
Головний офіс El Corte Inglés у Мадриді
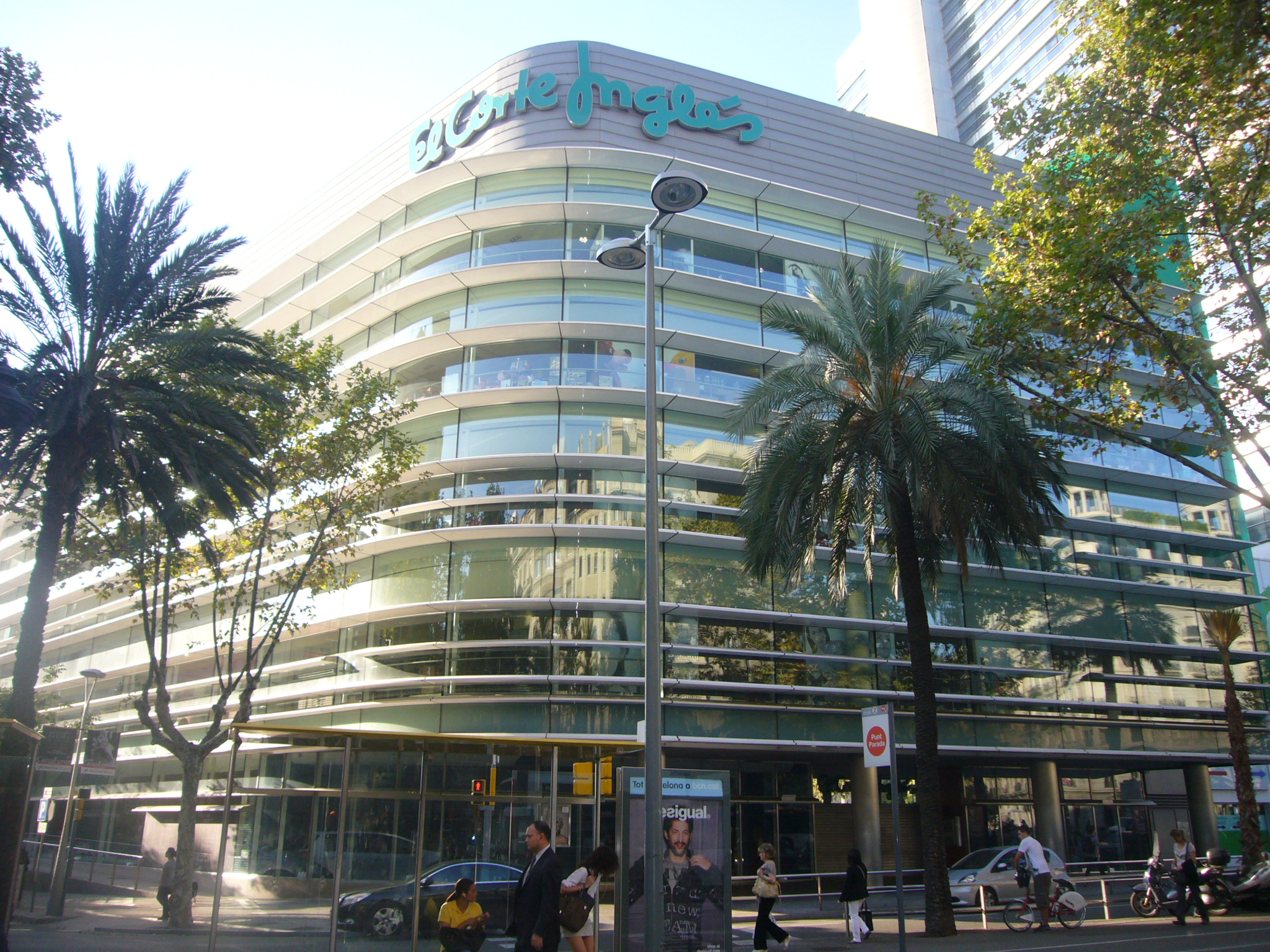
Магазин у Барселоні (проспект Діагональ, 471)
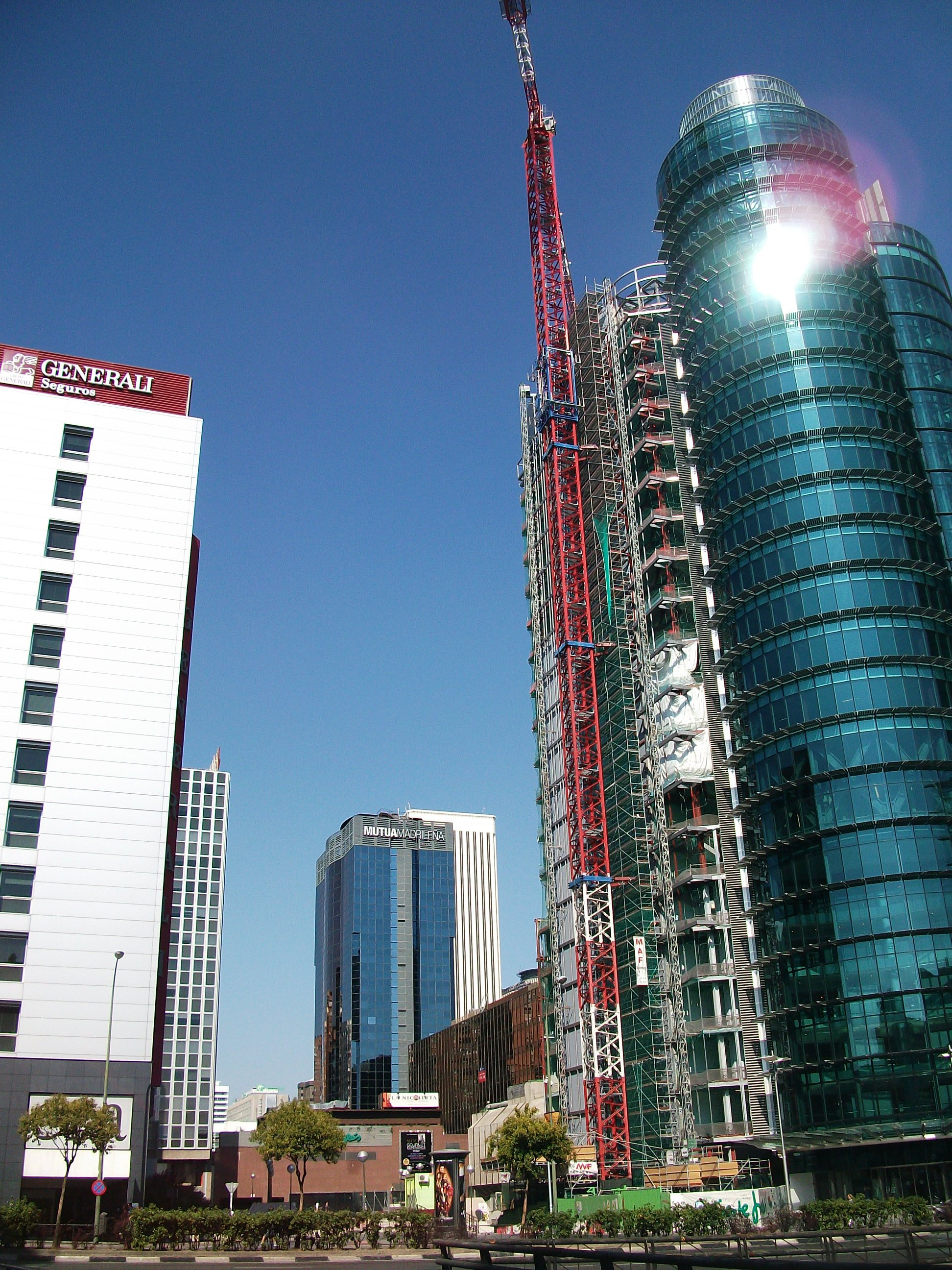
Будівництво нового магазину El Corte Inglés у фінансовому кварталі AZCA в даунтауні Мадрида. 2011
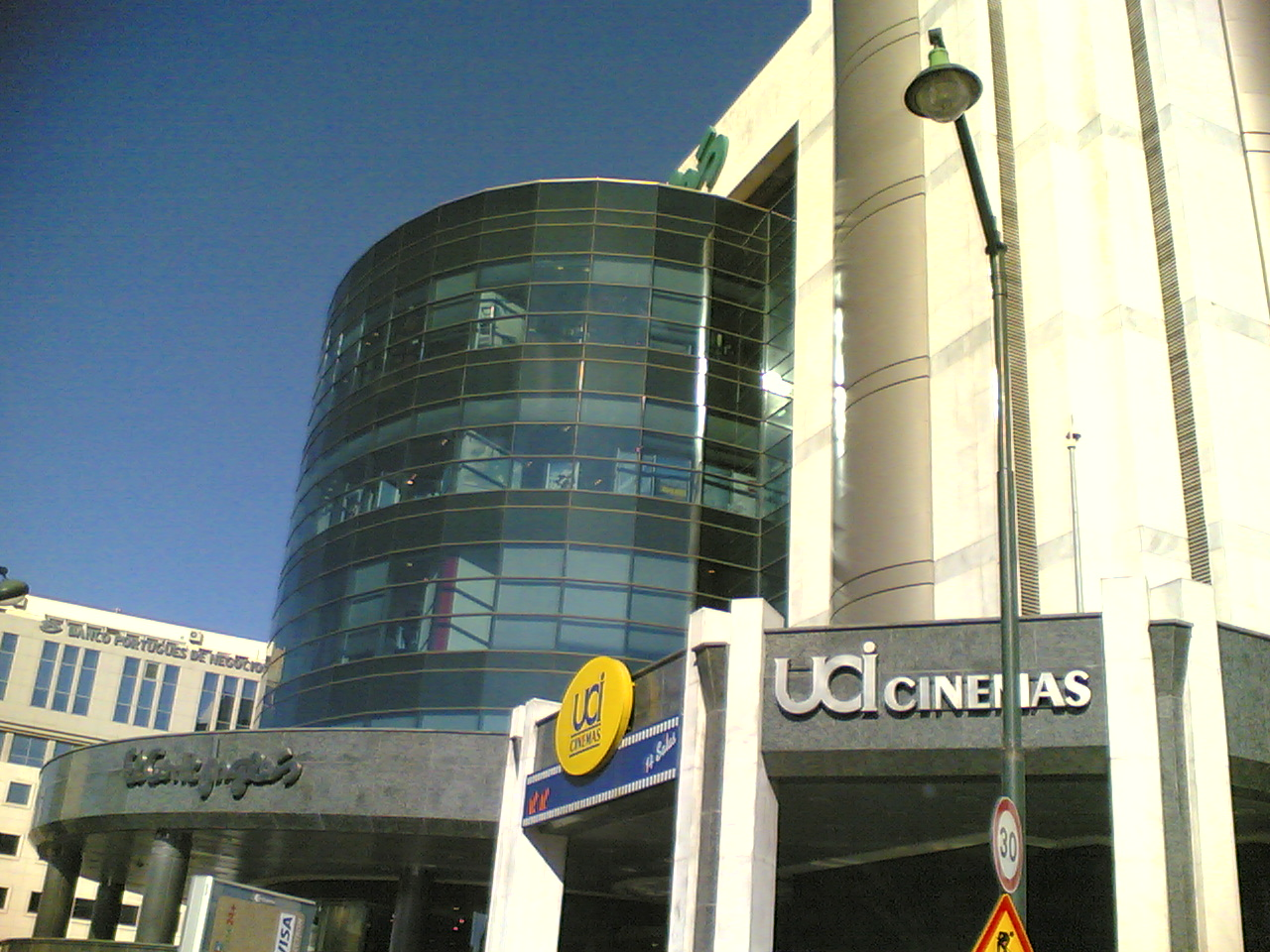
Магазин у Лісабоні
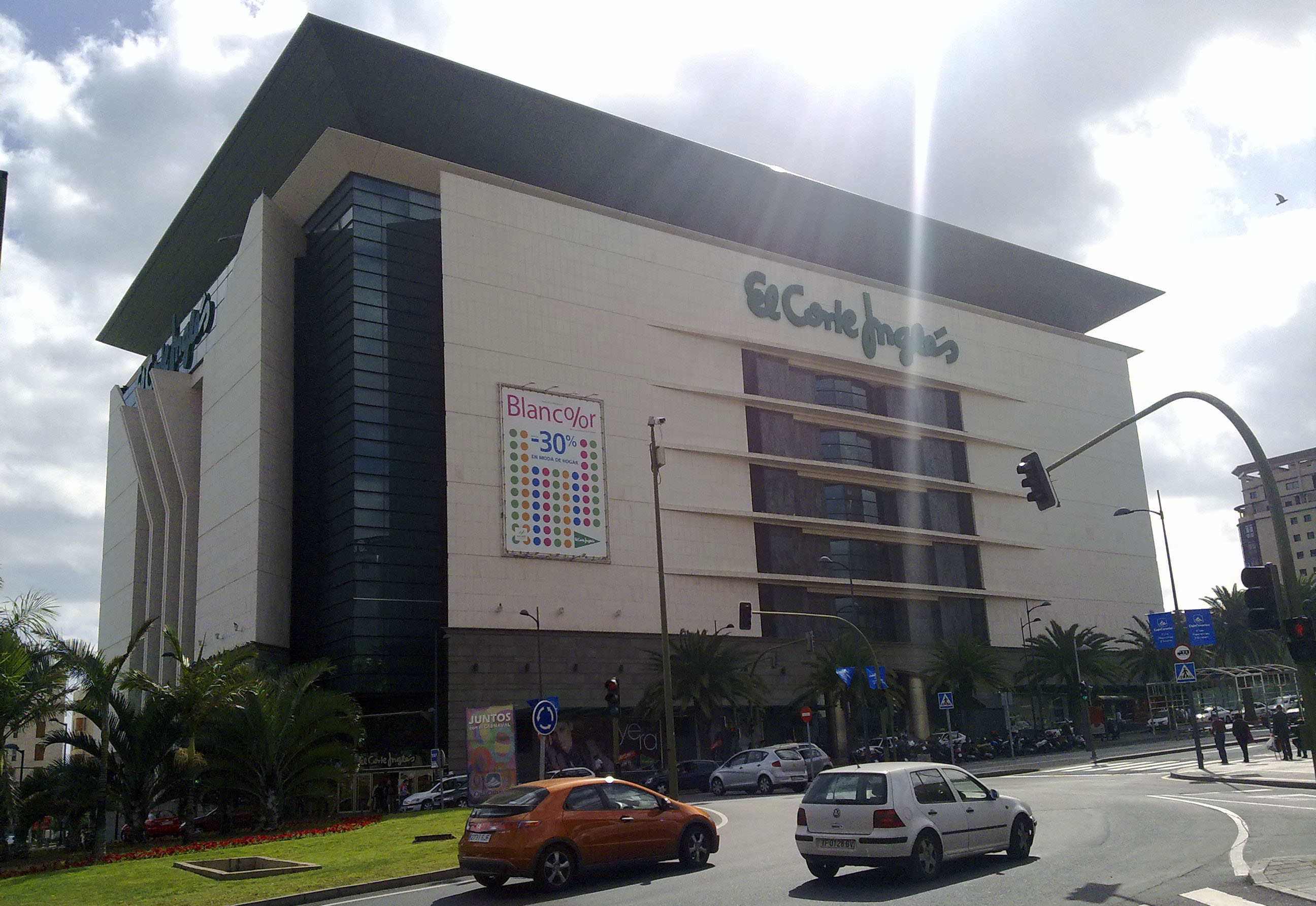
Магазин у Санта-Крус-де-Тенерифе